# Echium khuzistanicum
Echium khuzistanicum là loài thực vật có hoa trong họ Mồ hôi. Loài này được Mozaff. mô tả khoa học đầu tiên năm 1994.